# Veit Steinmann
Veit Steinmann (* 1988) ist ein deutscher Jazz- und Improvisationsmusiker (Cello).

## Leben und Wirken
Steinmann wuchs im Münchner Westen auf. In der Streicher-Bigband Bluestrings unter Frank Wunderer spielte er zwischen 2004 und 2008 zahlreiche Konzerte in Deutschland und in Italien. Dann studierte er an der Hochschule der Künste Arnheim; seit 2009 spielte er in der Formation DuckTapeTicket (mit Paul Bremen, Violine/Viola und Anna-Sophie Dreyer, Viola) und seit 2010 im Timshel Trio (mit Malte Bogner, Piano und Jonathan Reiter, Schlagzeug). Außerdem arbeitete er in verschiedenen Tanz- und Theaterprojekten, sowie in diversen Bandprojekten im Bereich der Popmusik, des Jazz, Weltmusik, der freien Improvisation und der zeitgenössischen Musik. Zudem spielt er in der Band Holzig (mit Hans Arnold (Schlagzeug), Christoph Möckel, Moritz Sembritzki und Florian Herzog) und im Johannes Maas Trio (mit Philipp Klahn).
Veitmann unterrichtet an der Offenen Jazz Haus Schule in Köln. Mit DuckTapeTicket ist er Preisträger des Future Sounds Wettbewerbs 2013 der Leverkusener Jazztage.

## Diskographische Hinweise
- DuckTapeTicket: The Dive (Bluestrings Records 2015), mit Anna-Sophie Dreyer, Paul Bremen
- DuckTapeTicket: The Undreamt Oasis (Neuklang 2017), mit Anna-Sophie Dreyer, Paul Bremen, Philipp Brämswig, Joscha Oetz, Dominik Mahnig sowie Filippa Gojo[7]
- Holzig (Ajazz 2018)